# New Mater Volley Castellana Grotte
New Mater Volley Castellana Grotte – włoski męski klub siatkarski z siedzibą w Castellana Grotte, założony w 2009 roku. Od sezonu 2009/2010 drużyna występuje w rozgrywkach pod nazwą BCC-NEP Castellana Grotte. W sezonie 2012/2013 klub uczestniczy w rozgrywkach Serie A1.

## Historia

### Chronologia nazw
- 2009: BCC-NEP Castellana Grotte

### Powstanie
Początki siatkówki w Castellana Grotte to 1967 rok. Wówczas w mieście powstał klub Mater Domini. Już w XXI wieku klub ten zmienił nazwę na Materdomini Volley. Po sezonie 2008/2009 w Materdomini Volley zdecydowano się na ograniczenie działalności wyłącznie do sekcji młodzieżowych. Licencja ligowa została zaś przekazana nowo założonemu New Mater Volley.

## Bilans sezon po sezonie
| Sezon                | Miejsce |
| -------------------- | ------- |
| 2009/2010 - Serie A2 | 1       |
| 2010/2011 - Serie A1 | 13      |
| 2011/2012 - Serie A2 | 2       |
| 2012/2013 - Serie A1 | 8       |
| 2013/2014 - Serie B2 | 11      |
| 2014/2015 - Serie B2 | 1       |
| 2015/2016 - Serie B1 | 2       |
| 2016/2017 - Serie A2 | 2       |
| 2017/2018 - Serie A1 | 14      |
| 2018/2019 - Serie A1 | 14      |

Poziom rozgrywek:
     pierwszy, najwyższy ogólnokrajowy
     drugi
     trzeci
     czwarty

## Kadra

### Sezon 2018/2019
| Nr | Imię i nazwisko              | Data ur. | Wzrost | Pozycja      |
| -- | ---------------------------- | -------- | ------ | ------------ |
| 1  | Aidan Zingel                 | 1990     | 207    | środkowy     |
| 3  | Domenico Cavaccini           | 1987     | 178    | libero       |
| 4  | Domenico Pace                | 2000     | 178    | libero       |
| 5  | Marco Falaschi               | 1987     | 188    | rozgrywający |
| 7  | Simone Scopelliti            | 1994     | 205    | środkowy     |
| 9  | Giorgio De Togni             | 1985     | 202    | środkowy     |
| 11 | Jurij Krużkow                | 1994     | 200    | atakujący    |
| 12 | Modżtaba Mirzadżanpur        | 1991     | 205    | przyjmujący  |
| 13 | Renan Zanatta Buiatti        | 1990     | 217    | atakujący    |
| 17 | Eduardo Rodrigues Studzinski | 1994     | 196    | przyjmujący  |
| 18 | Davide Quartarone            | 1986     | 196    | rozgrywający |
| 24 | Davide Kovač                 | 1999     | 195    | przyjmujący  |
| 90 | Wojciech Włodarczyk          | 1990     | 200    | przyjmujący  |

### Sezon 2017/2018
| Nr | Imię i nazwisko         | Data ur. | Wzrost | Pozycja      |
| -- | ----------------------- | -------- | ------ | ------------ |
| 1  | Roberto Cazzaniga       | 1979     | 198    | atakujący    |
| 2  | Miłosz Hebda            | 1991     | 208    | przyjmujący  |
| 3  | Domenico Cavaccini      | 1987     | 178    | libero       |
| 4  | Bruno Canuto            | 1990     | 193    | przyjmujący  |
| 5  | Domenico Pace           | 2000     | 178    | libero       |
| 6  | Marco Zauli             | 1992     | 200    | środkowy     |
| 7  | Matteo Paris            | 1983     | 188    | rozgrywający |
| 8  | Federico Rossatti       | 1994     | 203    | przyjmujący  |
| 9  | Giorgio De Togni        | 1985     | 202    | środkowy     |
| 10 | Mario Ferraro           | 1987     | 198    | środkowy     |
| 11 | Fernando Garnica        | 1980     | 190    | rozgrywający |
| 12 | Djalma Moreira          | 1992     | 200    | przyjmujący  |
| 14 | Jeorjos Dziumakas       | 1995     | 202    | atakujący    |
| 16 | Athos Ferreira da Costa | 1988     | 205    | środkowy     |

### Sezon 2012/2013
- 1.  Jeffrey Menzel
- 2.  Alberto Elia
- 3.  Antonio Ricciardello
- 4.  Alessandro Paparoni
- 5.  Marco Falaschi
- 6.  Ludovico Dolfo
- 7.  Marco Ferreira
- 9.  Martin Kindgard
- 10. Giulio Sabbi
- 11. Alexandre Ferreira
- 12. Wiktor Josifow
- 15. Enrico Cester
- 18. Cristian Casoli

### Sezon 2011/2012
- 1.  Roberto Cazzaniga
- 2.  Alberto Elia
- 3.  Antonio Ricciardello
- 5.  Marco Falaschi
- 6.  Danilo Rinaldi
- 8.  Maurizio Castellano
- 10. Paolo Torre
- 11. Danaił Miłuszew
- 12. Israel Rodríguez
- 13. Hiosvany Salgado
- 14. Goran Marić
- 15. Alessandro Giosa
- 18. Fosco Cicola